# Garcia Sanxes II de Pamplona
Garcia Sanxes II de Pamplona, també anomenat Garcia IV de Pamplona i III d'Aragó, dit el Tremolós (ca. 964 - ca. 1004), fou rei de Pamplona i comte d'Aragó (994-1004).

## Orígens familiars
Fill del rei Sanç II de Navarra i Urraca de Castella, va succeir el seu pare a la seva mort el 994.

## Vida política
Va intentar desfer-se de la submissió que el seu pare havia ofert a Còrdova, per la qual cosa, al cap de poc d'ascendir al tron navarrès, es va enfrentar al seu cunyat Almansor, però el 996 es va veure obligat a demanar la pau a Còrdova. Però vers el 997 en una expedició de pamplonesos en terres de Calataiud es va matar el germà del governador musulmà de la zona. Per aquesta raó Almansor es va venjar tallant el cap a 50 cristians.
A la batalla de Cervera, el juliol de l'any 1000, es van unir contra el poder muslmà Sanç I Garcia de Castella, Alfons V de Lleó, Garcia Gómez de Carrión i el mateix Garcia III Sanxes II. Tanmateix, malgrat estar a punt d'obtenir el victòria, finalment la batalla la van guanyar els musulmans encapçalats per Almansor, que van perseguir els cristians fins al monestir de Santa Cruz, a Navarra, que va ser destruït.
Pocs mesos després va morir Garcia Sanxes. El seu fill, Sanç Garcés III, encara menor d'edat i sembla que va ocupar la regència durant un temps Sanç Ramires, fill de Ramir Garcés.

## Núpcies i descendents
Es casà vers el 981 amb Ximena Fernández, filla del comte Ferran Vermúdez, i rebesneta d'Ordoni I d'Astúries. D'aquest matrimoni nasqueren:
- l'infant Sanç III de Navarra (v 992-1035), rei de Navarra, comte d'Aragó i pel seu matrimoni amb Múnia I rei de Castella
- la infanta Urraca de Navarra, casada el 1023 amb Alfons V de Lleó
- l'infant Garcia de Navarra
- la infanta Elvira de Navarra